# چنگیزخان (فیلم ۱۹۹۸)
چنگیزخان (انگلیسی: Genghis Khan) فیلمی در ژانر زندگینامه‌ای است که در سال ۱۹۹۸ منتشر شد.